# Q̂
Cette page contient des caractères spéciaux ou non latins. S’ils s’affichent mal (▯, ?, etc.), consultez la page d’aide Unicode.
Q̂ (minuscule : q̂), appelé Q accent circonflexe, est un graphème utilisé dans l’écriture du khinalug et du kryz. Il s’agit de la lettre Q diacritée d'un accent circonflexe.

## Utilisation
Le q̂ est utilisé dans l’alphabet khinalug de 2013.

## Représentations informatiques
Le Q accent circonflexe peut être représenté avec les caractères Unicode suivants (latin de base, diacritiques), :
| formes    | représentations | chaînes de caractères | points de code | descriptions                                             |
| --------- | --------------- | --------------------- | -------------- | -------------------------------------------------------- |
| capitale  | Q̂               | Q◌̂                    | U+0051 U+0302  | lettre majuscule latine q diacritique accent circonflexe |
| minuscule | q̂               | q◌̂                    | U+0071 U+0302  | lettre minuscule latine q diacritique accent circonflexe |